# Maarrat an-Numán
Maarrat an-Numán (arabul: معرة النعمان – Maʿarrat an-Nuʿmān), röviden Maarra város Szíria Idlib kormányzóságában, a Damaszkusz és Aleppó közti autópálya mentén, a Závija-hegységben levő holt városok közelében.

## Története
Már az ókorban létezett, a görög és római források Arra vagy Megara névvel illették. Mai nevét, melynek jelentése: an-Numán Maarrája, a muszlim időszakban kapta. An-Numán ibn Basír al-Anszáríhoz kötődik, aki Mohamed próféta egyik társa (szahábí) és a város első kormányzója volt I. Muávija kalifátusa alatt. Maarra jelentőségét alapvetően a Damaszkusztól Homszon és Hamán át Aleppóig vezető útvonal közelsége adta, ezért a bizánci hatalom ideiglenes megerősödésekor II. Niképhorosz Phókasz 968-ban egy időre elfoglalta, ám rövidesen az aleppói Hamdánidák szerezték vissza, 996-ban pedig az egyiptomi központú Fátimidák kezére került. 1098-ban az első keresztes hadjárat Jeruzsálem felé vonuló lovagjai három héten át ostromolták a várost. A vezérek, I. Bohemund antiochiai fejedelem és IV. Rajmund toulouse-i gróf, későbbi tripoli gróf viszálya miatt a mintegy 20 000 helyi lakost, akiknek Bohemund szabad elvonulást ígért, Rajmund katonái legyilkolták korra és nemre való tekintet nélkül. A kereszteseknek ráadásul a holttestek elfogyasztására kellett fanyalodniuk a rájuk törő éhínség miatt. Maarrát 1135-ben foglalta vissza végleg Zengi moszuli emír a keresztesektől. Az Ajjúbidák Aleppóból, a mamlúkok és az őket váltó Oszmán Birodalom Hamából kormányozta, de korábbi jelentőségét nem nyerte vissza az idők folyamán. Ma az Idlib kormányzóság Maarrat an-Numán-i kerületének központja.

## Látnivalói
Maarra kicsiny és meglehetősen romos keresztes kori citadellája a város északnyugati szélén áll, és mindmáig laknak benne. A városi nagymecsetet a 12. század első felében emelték egy ókori templom helyén, részben annak köveiből, de 1170-ben egy földrengés elpusztította. Újjáépítője, Haszan ibn Mukrí asz-Szarman az aleppói Omajjád-mecset tornyának pontos mását alkotta meg. Szarman nevéhez kötődik a közeli, alapítójáról Abú l-Favárisznak elnevezett madrasza 1199-ből. A város büszkélkedhet Szíria legnagyobb karavánszerájával: a 7000 m² alapterületű épület az Oszmán Birodalom idejéből, 1595-ből származik, építtetője Murád pasa szultáni kincstárnok volt. Ma az amúgy meglehetősen dísztelen szeráj múzeumként működik, amely termeiben elsősorban különféle méretű és témájú római és bizánci mozaikokat mutat be meglehetősen nagy körzet leleteiből válogatva. A szerájhoz annak idején fürdő (hammám) és piac (szúk) is kapcsolódott, udvarán pedig máig egy kis dervisház és mecset áll. A Murád pasáról elnevezett szerájjal szemközt egy nem látogatható, 1748-ban épített másik szeráj látható, amit az azt építtető damaszkuszi és hamái kormányzóról, Aszaad Pasa al-Azmról neveztek el.
Maarra leghíresebb szülöttje az aszketikus életvitelű, vak filozófus, költő és író Abu l-Alá al-Maarri (973–1058), akinek szobra a két szeráj közti téren áll, és a városi kulturális központot modern síremléke köré építették fel.